# Noel Braun
Noel Peter Wilhelm Braun, född 4 maj 2003, är en svensk orienterare som representerar klubben Växjö OK.

## Karriär
2021 vann Braun en guldmedalj i stafett vid junior-VM i orientering i Turkiet, där han sprang den första sträckan. 
2022 vann han två guldmedaljer vid junior-VM i orientering i Portugal, i stafett, där han sprang den tredje sträckan, och på långdistans.
2023 vann han en silvermedalj på långdistansen vid junior-VM i orientering i Rumänien samt placerade sig på fjärde plats på medeldistansen.
Vid JSM 2022 vann han guld på långdistansen och vid JSM 2023 guld på både sprint och medeldistansen.